# Place de la Reine-Astrid
Ne doit pas être confondu avec la place Reine Astrid, situé à Anvers en Belgique et la place Reine Astrid situé en région Bruxelloise.
La place de la Reine-Astrid est une place du 8e arrondissement de Paris, proche du pont de l’Alma.

## Situation et accès

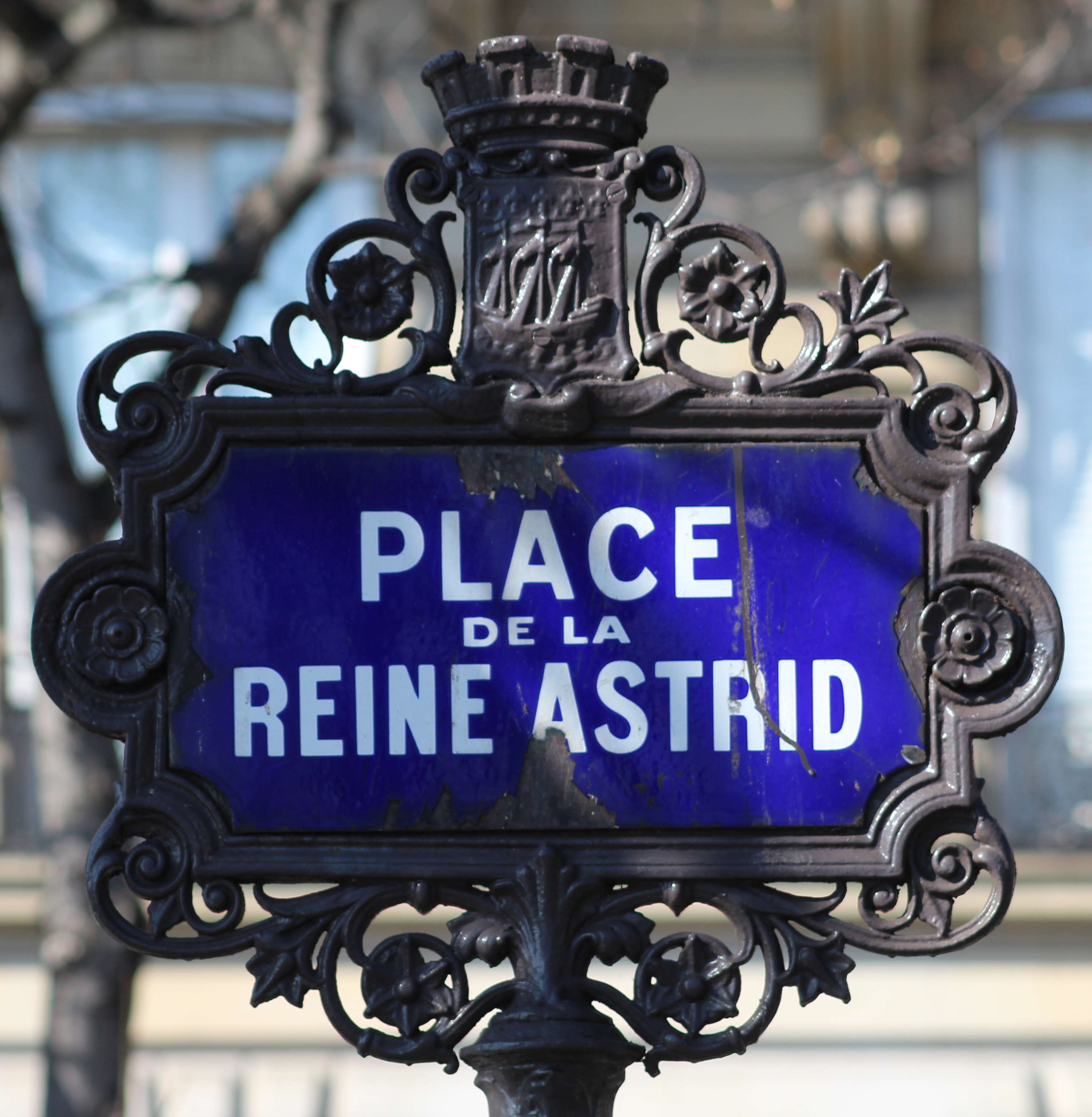
Plaque.

Elle se trouve dans l’angle de l’avenue Montaigne et du cours Albert-Ier. Elle borde aussi la place de l'Alma. Au nord se situe l'esplanade d'Arménie. Au sud, elle fait face à la place Diana.
Le quartier est desservi par la ligne de métro 9 à la station Alma - Marceau.

## Origine du nom

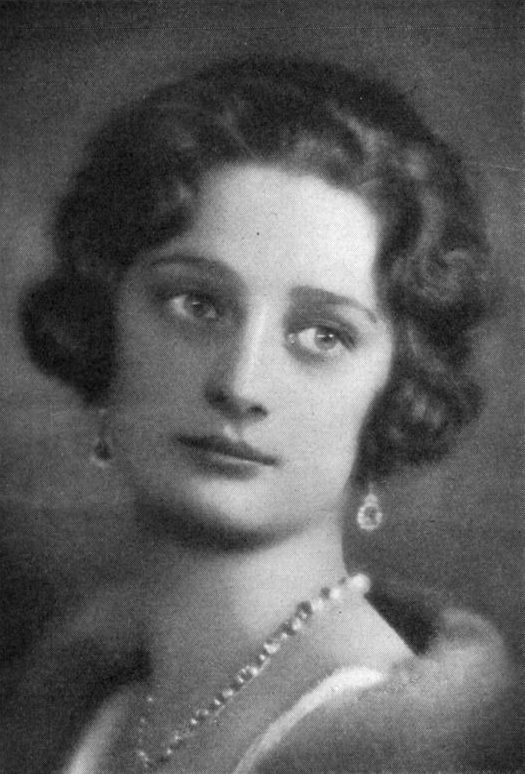
Astrid de Suède.

La place porte le nom de la reine Astrid (1905-1935), épouse de Léopold III de Belgique.

## Historique
Le site se nomme initialement square de l'Alma.
En 1883 y est installée la statue d'Ernest-Eugène Chrétien Guerrier reforgeant son épée. En 1925, elle est transférée dans le square Galli (4e arrondissement), puis elle est fondue entre 1942 et 1944 sous l'Occupation,.

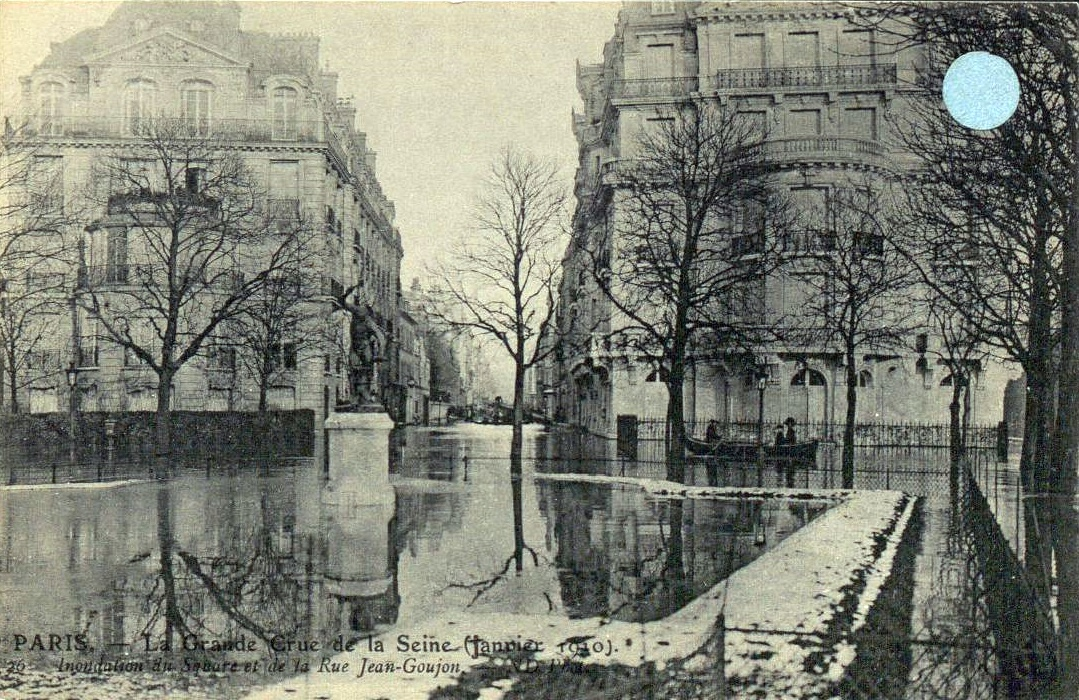
La place lors de la grande crue de 1910.

Pendant l’Exposition universelle de 1900, le sculpteur Auguste Rodin y installe un pavillon, comprenant six salles, où sont exposées ses œuvres.
En 1910, le square est inondé lors de la crue de la Seine.
La place est créée et prend sa dénomination actuelle en 1936. Elle est inaugurée sous son nouveau nom le 21 janvier 1937.

## Bâtiments remarquables et lieux de mémoire
- Boîte à sable[Note 1].
- Le Monument de la reconnaissance de la Belgique à la France par de Rudder, inauguré en 1923[9], se trouve sur la place.
- No 2 (également 42, cours Albert-Ier et 41, rue Jean-Goujon) : immeuble de rapport de 1907-1908 construit par les architectes Jean Naville et Henri Chauquet[10] ; construction symétrique au no 4[11]. En 1910, l'immeuble est primé par le jury du Concours de façades de la Ville de Paris[12].
- No 4 (également 2, avenue Montaigne et 46, rue Jean-Goujon) : immeuble de style néo-Louis XV construit en 1899 par Louis Chauvet et Alfred Coulomb ; immeuble symétrique au no 2[11].

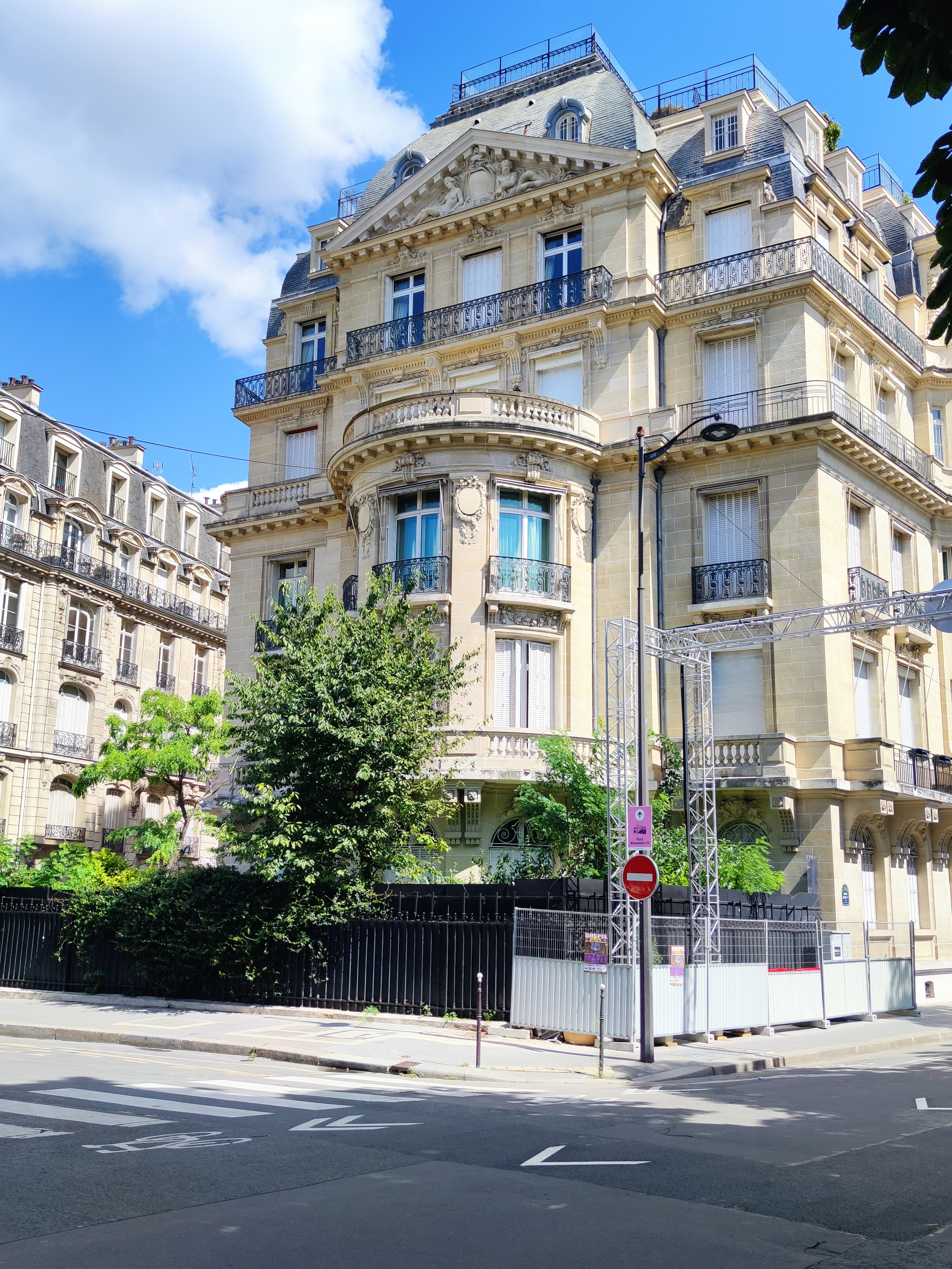
No 2.
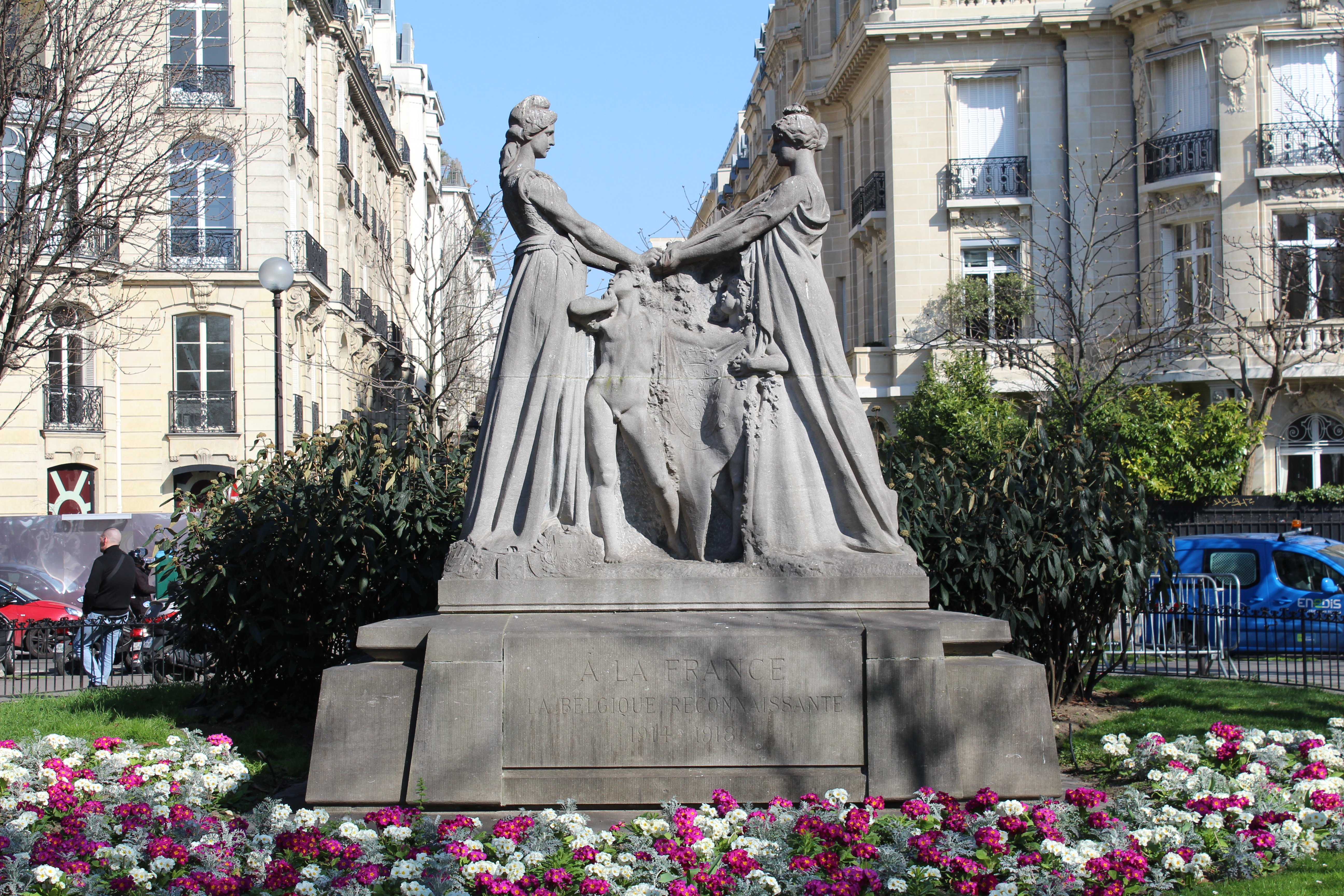
Monument À la France, la Belgique reconnaissante.
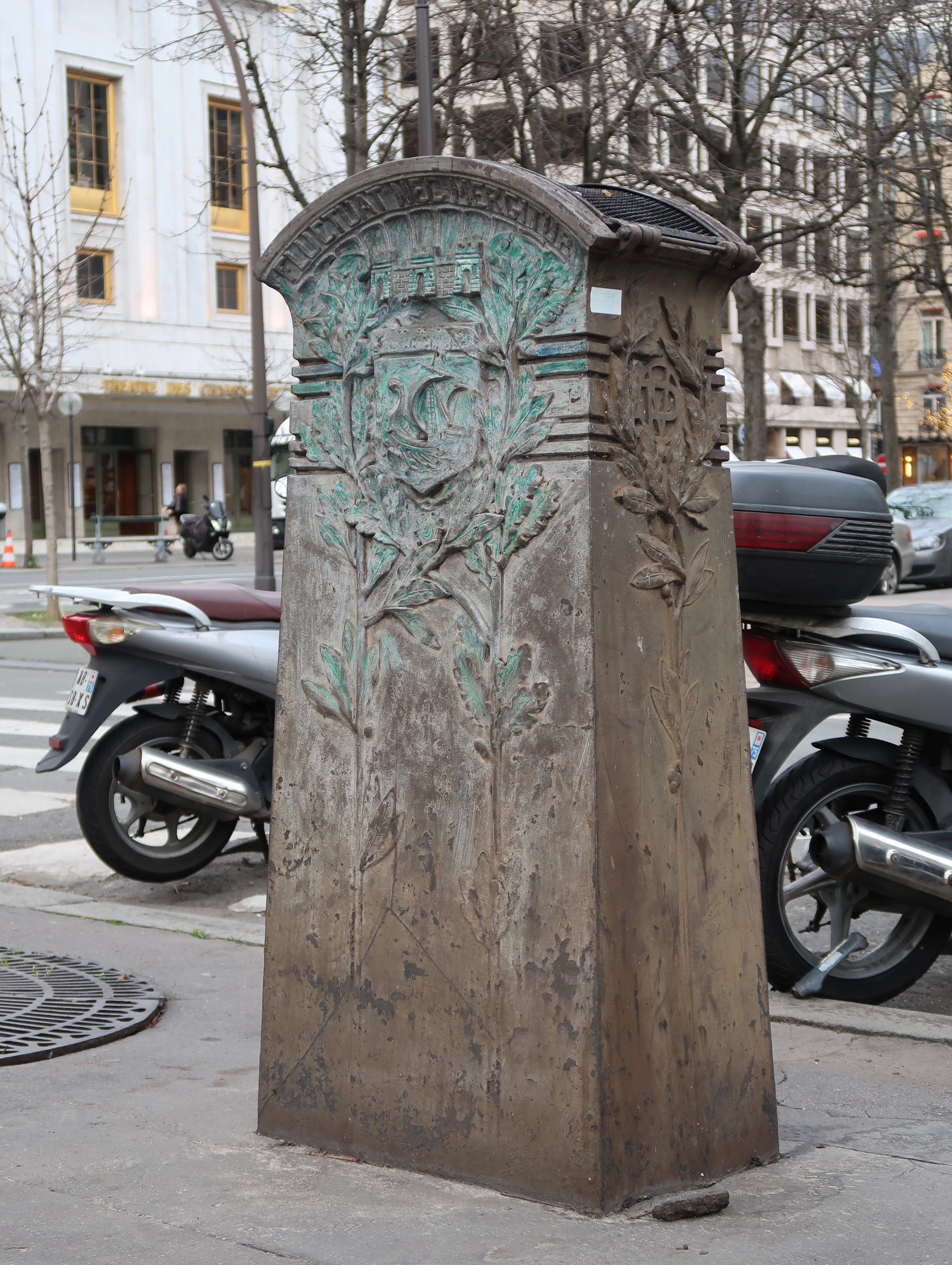
Boîte à sable.
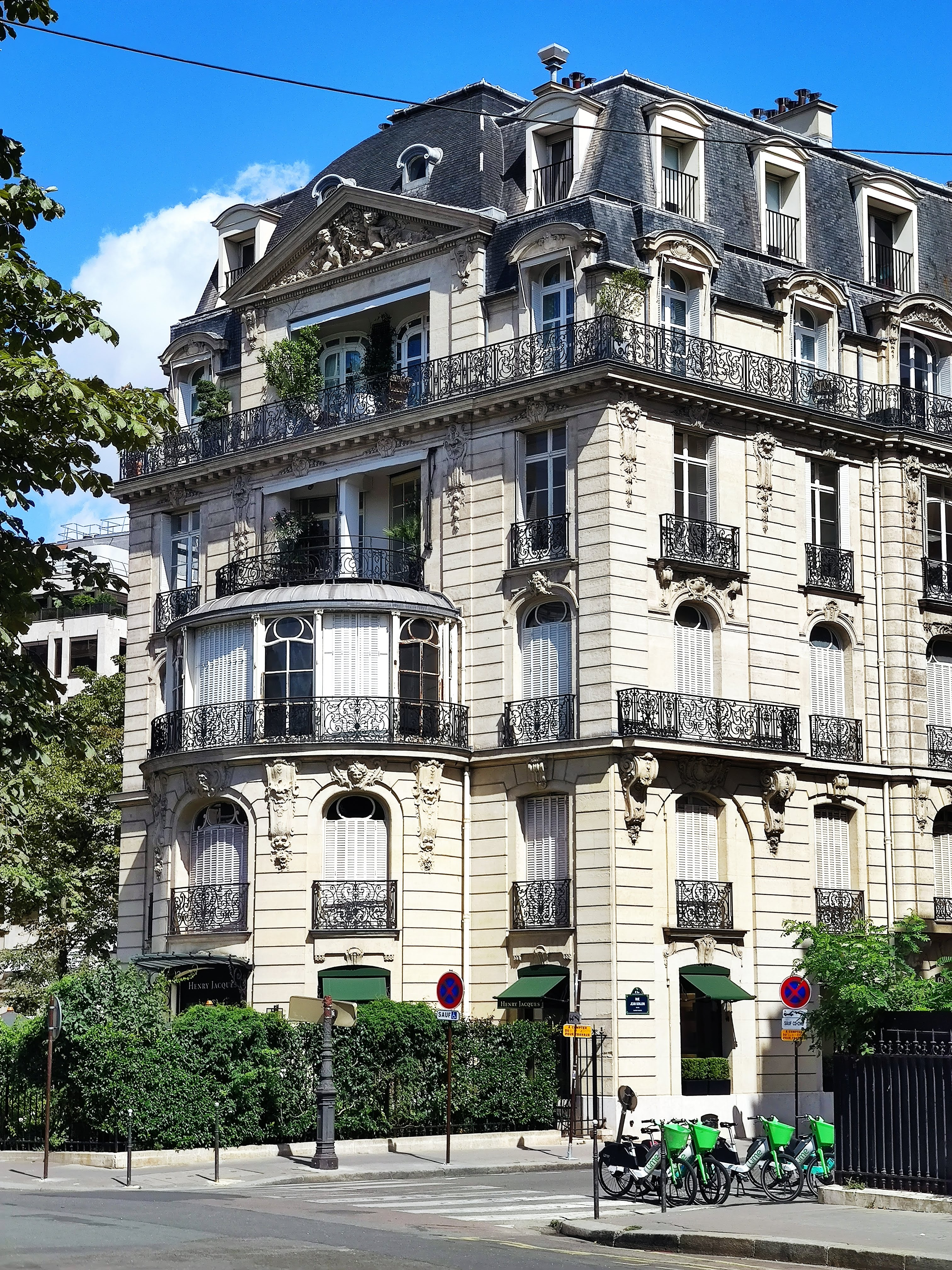
No 4.